# Jimmy Wales
Jimmy Donal Wales (Huntsville, 7 de agosto de 1966), também conhecido como Jimbo Wales, é um empresário americano da Internet, mais conhecido pelo público por ter sido um dos fundadores da Wikipédia, em 2001. Atualmente, ele é membro do conselho de administradores da Fundação Wikimedia e é um dos fundadores da Fandom, uma propriedade privada de serviço livre de hospedagem de sites criado em 2004.
Juntamente com Larry Sanger, Wales ajudou a popularizar a tendência do desenvolvimento da web que visa facilitar a criatividade, a educação e o conhecimento humano de acesso livre, por meio da colaboração compartilhada entre usuários. Jimmy criou a Wikipédia inspirado pela teoria da Ordem Espontânea, do economista e filósofo Friedrich Hayek, segundo a qual o conhecimento se encontra disperso pela sociedade. Com o produto de seu trabalho com a Wikipédia, que se tornou a maior enciclopédia do mundo, a revista Time listou Wales como uma das pessoas mais influentes do mundo em 2006.

## Biografia
Jimmy Donal Wales nasceu no estado norte-americano do Alabama, e possui diploma da Universidade de Auburn e da Universidade do Alabama. É um admirador da filosofia do objetivismo de Ayn Rand. Na metade da década de 1990, Wales iniciou o Bomis, um portal de busca focado em aspectos da cultura popular. Fundou o Wikia que roda o Wikiasari, um motor de busca no estilo wiki e o Wikicities para hospedagem de sites. Recentemente criou a Campaigns Wikia para tratar de assuntos políticos.
Wales fundou a Wikipédia, uma enciclopédia online baseada em wiki, derivada do modelo de software livre. Ele e Sanger já tinham trabalhado juntos em outro projeto de enciclopédia chamado Nupedia, tido como o "ancestral" da Wikipédia, hoje desativado. Wales é atualmente o diretor da Wikimedia Foundation, uma organização sem fins lucrativos com sede em Tampa, Flórida que abrange a Wikipédia e seus projetos irmãos. A revista Time relatou que Wales gastou em torno de 500 mil dólares para estabelecer seus projetos wiki.
Em 2 de fevereiro de 2016 recebeu o título de Doutor Honoris Causa da Universidade Católica de Lovaina, na Bélgica.

## Prêmios e reconhecimento
Em 2009, Wales ficou em terceiro lugar na lista Agenda Setters 2009 (Agendamento), onde o site Silicon.com seleciona os 50 indivíduos mais influentes do mundo tecnológico. Neste mesmo ano, recebeu uma premiação da Fundação Nokia por suas contribuições para a evolução da World Wide Web como uma plataforma participativa e verdadeiramente democrática.

## Controvérsias
Em março de 2008 Wales foi acusado por Jeffrey Merkey, ex-cientista-chefe da desenvolvedora de redes Novell, de aceitar dinheiro para favorecer artigos. Em resposta numa entrevista realizada em 12 de novembro de 2008 no Teatro Folha, Jimmy argumentou que Jeffrey Merkey era uma personalidade muito polêmica; que tinha feito declarações semelhantes sobre outras pessoas, sempre desmentidas, e que ele, naturalmente, fazia o mesmo.[carece de fontes?]
Em 2005 Wales foi acusado de parcialidade ao editar a sua própria biografia na Wikipédia anglófona de forma a reduzir o papel do cofundador Larry Sanger. Wales desculpou-se quando o ocorrido veio a público após divulgação num blogue.
A 9 de maio de 2010, no decurso da polémica gerada pela sua intervenção no projecto Commons sobre remoção de imagens de caráter pornográfico, Jimmy Wales removeu os privilégios executivos do seu estatuto de fundador da Wikipédia, conservando os relativos à visualização de edições, de modo a que a discussão sobre o seu estatuto não interferisse no debate em curso sobre o conteúdo editorial.

## Vida pessoal

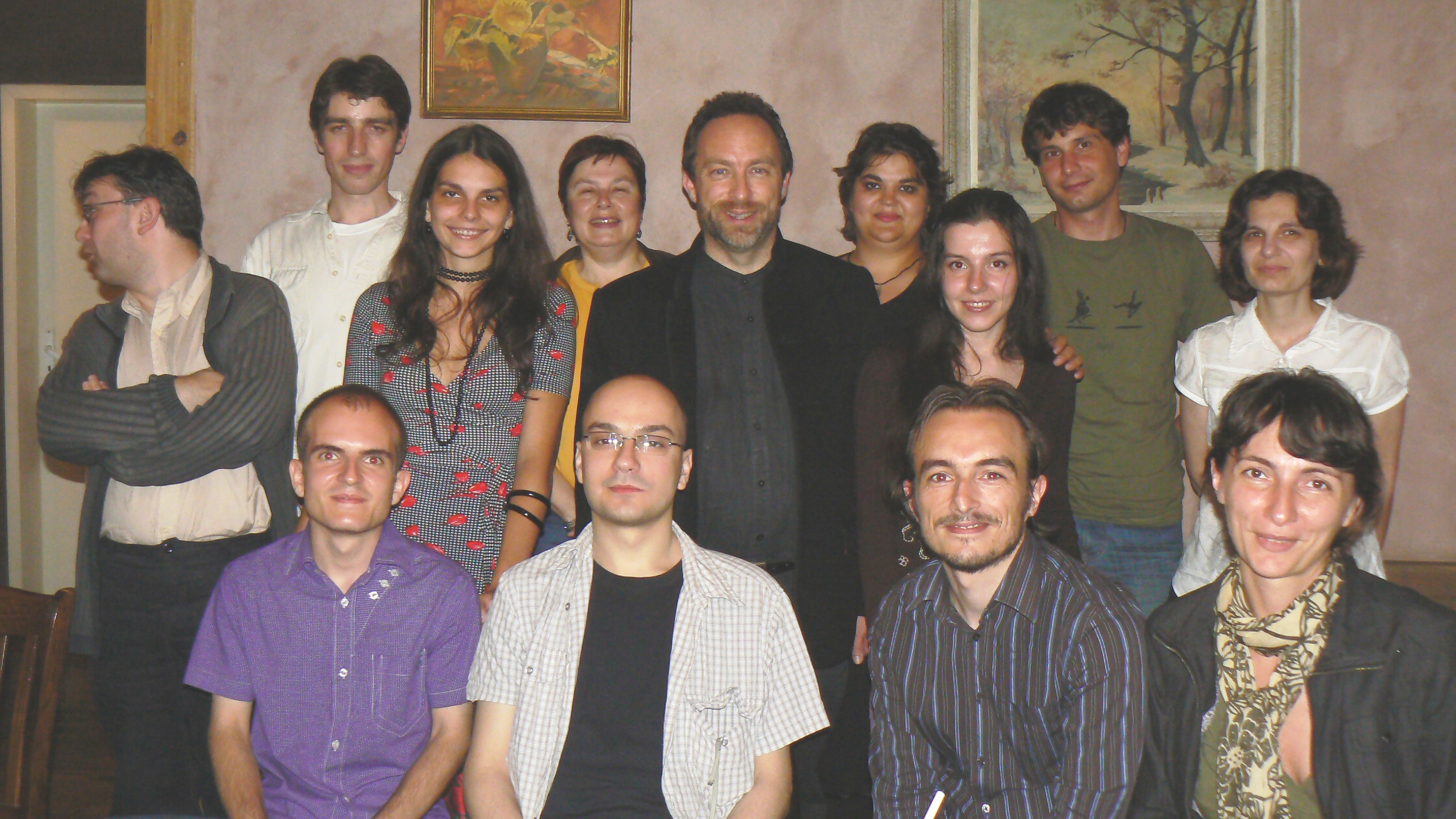
Encontro com Jimmy Wales em Sofia, 2005

Aos 20 anos, o empresário celebrou o seu primeiro casamento com Pam e em 1997, Christine Rohan tornou-se a sua segunda mulher, numa cerimónia realizada em Monroe County. O antigo casal teve ainda uma filha, antes de se separar.
Em 2012, Wales casou-se pela terceira vez, com a antiga secretária de Tony Blair, Kate Garvey, que conheceu no Fórum Económico de Davos na Suíça e com quem já tem uma filha.
Entre os convidados que marcaram presença na Igreja de Wesley, em Londres, destacam-se o ex primeiro-ministro britânico, Tony Blair e a sua mulher, o assessor de David Cameron, Steve Hilton, e a atriz Lily Cole.
Politicamente Wales se define como libertário, afirmando que "O trabalho de Hayek sobre a teoria de preços é fundamental para o meu próprio pensamento sobre como gerenciar o projeto Wikipedia. Não se pode compreender minhas ideias sobre a Wikipedia sem entender Hayek".
Wales declarou em uma entrevista pontos de vista que alegam descrença, o que supõe que ele seja ateu.

## Entrevistas
- O Fundador da Wikipédia e Hayek (em inglês)
- A Wikipedia por seu criador, Jimmy Wales
- "A Wikipédia não é anarquia", diz fundador da enciclopédia
- «Entrevista ao jornal USA Today» (em inglês)
- Revista Veja - O rival da Britannica
- Entrevista para o Portal Exame em 2010